# Чхве Сохэ
Чхве Сохэ (кор. 최서해,崔曙海; 21 января, 1901 Сонджин, Хамгён-Пукто — 9 июля, 1932, Сеул) — корейский писатель
. Настоящее имя — Чхве Хак Сон.

## Биография
Изучал литературу самостоятельно с детства. Некоторое время бродил по Маньчжурии.
Был одним из зачинателей литературы «школы нового направления» и основателей Корейской федерации пролетарского искусства в 1925 году. Кроме него в «школу нового направления» входят На Дохян, Чо Мёнхи и Ли Иксан.

## Работы
- Цикл рассказов «Тоска по родине» (1925), «Сумасшедший», «Языки пламени» (оба-1926), «Манту» (1931) посвященных тяжёлой жизни корейских переселенцев в Маньчжурии.
- В автобиографическом рассказе «Исповедь беглеца» (1925), в сборнике «Кровавый след» (1926) выражено эстетическое кредо писателя.
- Стихийный протест против насилия и угнетения показан в рассказах «Голод и убийство», «Смерть Пак Толя» (оба-1925).